# Степуринский район
Степуринский район — административно-территориальная единица в составе Западной области РСФСР, существовавшая в 1929—1930 годах.
Административный центр — село Степурино.

## История
Степуринский район был образован согласно постановлению ВЦИК от 17 июня 1929 года в составе Ржевского округа Западной области.
10 мая 1930 года из Степуринского района в Лотошинский район Московского округа Московской области были переданы Афанасовский и Введенский сельсоветы.
23 июля 1930 года в связи с ликвидацией округов Степуринский район был переподчинен непосредственно облисполкому.
20 сентября 1930 года Степуринский район был упразднён, а его территория передана в Старицкий район Западной области.